# Corallium abyssale
Corallium abyssale är en korallart som beskrevs av Bayer 1956. Corallium abyssale ingår i släktet Corallium och familjen Coralliidae. Inga underarter finns listade i Catalogue of Life.